# 박승선
박승선(朴承善, 1876년 7월 29일 ~ 1950년 6월 30일)은 조선, 일제강점기의 독립운동가, 대한민국 초대 대통령 이승만의 첫 부인이며, 이승만의 장남 이봉수(태산)의 어머니이다.
대한민국 정부 수립 이후에도 공식 호적에는 그는 이승만의 아내로 되어 있었다. 1911년~1912년부터 이승만은 박승선을 멀리 했지만, 1949년까지 호적상으로 는 부부 관계를 유지했다. 남북 되었다는 설도 있지만 1950년 한국 전쟁 중 살해되었다. 그의 존재 및 이승만의 혼인무효소송은 이승만의 측근 및 소수만이 알고 있다가, 1960년대 이후 시중에 알려졌다.

## 생애
1876년 아버지 박춘겸과 성주도씨의 딸로 태어났다. 그러나 왕실족보 선원록 양녕대군파보에 의하면 그는 1875년생으로 나타난다. 생활력이 강할 뿐만 아니라 불 같은 성격의 소유자 였고 근대식 교육에 관심을 갖고있던 인물이라 한다. 그의 어머니 성주도씨는 궁궐의 나인으로 들어갔으며, 1882년 난군에 의해 살해되었다. 그는 한성부 우수재(후일의 서울특별시 후암동)에 있던 외가에서 성장하였다.
주변의 중매로 1891년 이승만과 만나 혼인했다. 첫 아들을 낳았으나 사산했다. 1898년 아들 봉수를 낳았으나 1904년 사망했다. 태산은 미국에서 전염병을 얻어 사망했고 그 곳에 묻혔다. 후일 이승만의 외조카 우제하에 따르면 1910년 무렵 종교의 차이로 부부 사이가 틀어졌다 한다. 1912년 이승만은 망명하면서 박승선과의 연락을 끊었다.60년대 조선일보 보도에 따르면 당시 박승선은 창신동 한 자택에서 홀로 가혹한 하루를 보내며 살았다. 1919년 이승만이 대한민국 임시정부 수반으로 추대될 당시에도 호적상 부부였다.
이승만은 그에게 창신동 626번지 일대 2만㎡, 약6000여평의 땅을 남겼다. 그는 부지에 보종학원을 설립, 부지를 기부했다. 그러나 지장암을 건축하려던 한 거사가 비용 충당을 위해 박승선의 땅을 담보 삼게 해달라 애원했고 “착한 일 하기는 마찬가지”라는 생각에 돕고 만다. 이 일은 사기와 폭행 사건으로 비화했다. 거사는 그를 찾아와 폭행, 협박을 했다. 하지만 일본인 경찰은 박승선을 도우지 않았다. 빈털터리가 된 박승선은 동대문부인병원(이화여대병원 전신) 허드렛 일꾼이 됐다. 이 내용은 1926년 7월 조선일보가 ‘예수교 독신자로 불교에 동정 절을 개축시킨 후 기막힌 봉변’을 당했다며 대대적으로 보도했다.
1945년 8월 15일 해방 이후에도 호적상 부부였다. 1949년 5월 이승만의 대리인에 의해 친족관계 부존재 확인소송을 당한다.
1949년 6월 4일, 이승만 박사는 박승선 여사와 양자 은수 씨, 며느리 안연옥 씨, 손자 양익, 손녀 영자, 한라, 명신양 등 7 명의 식구들을 당시의 호적부(창신동 625번지) 에서 모조리 삭제하고 자신의 호적만을 이화장으로 옮긴다. 이승만의 대통령 취임 초기에는 호적이 정리되지 않은 상태라서 박승선이 법적 부인으로 되어 있었다. 1949년 이승만은 박승선의 호적을 말소하고 이듬해 프란체스카 도너와 결혼 신고를 했다.1950년 일어난 한국전쟁 때 북한군에게 사살 당해 서거한것으로 추정된다.

### 사후
그의 묘소의 위치는 알 수 없다.
그의 존재는 오랫동안 알려지지 않다가 1960년대 일부 언론에 존재가 보도되었다. 또한 이승만의 측근 허정이 쓴 이승만 전기, 이승만의 측근이자 정치인인 박용만이 자신의 회고록에 그의 존재가 언급됐고, 그의 존재는 이승만의 측근인사 및 일부에게만 알려졌다. 1965년 조선일보 등 대한민국 언론에서 이승만의 원 호적을 입수, 보도하기도 했다. 1990년대 이후, 그의 존재와, 1949년 혼인 무효소송을 한 것이 시중에 알려졌다. 그러나 대제1공화국, 욕망의 문 등 대한민국 제1공화국을 소재로 한 드라마, 영화에는 그의 존재가 언급되지 않았고, 그의 존재를 모르는 국민도 있었다.
2013년 4월 7일 국가기록원에서 이승만 관련 기록물을 국가지정기록물로 지정, 보존 발표했다. 이때 다시 그의 사진이 시중에 알려졌다.

## 가족 관계
사산아 아들 외에 아들 이봉수는 미국 필라델피아 주에서 디프테리아로 사망했다. 그는 문밖, 서울 창신동 집 개구멍에 버려진 아이를 데려다가 양자로 길렀다.
- 친정아버지 : 박춘겸(朴春兼, 1851년 5월 13일~1908년 4월 12일)
- 친정어머니 : 성주 도씨(1840년 ~ 1882년)
- 남편 : 이승만(1875년 ~ 1965년)
  - 아들 : 요절, 사산아
  - 아들 : 이봉수(李鳳秀, 아명은 태산(泰山), 1898년 6월 9일~1906년 2월 26일), 미국 필라델피아에서 장티푸스로 사망
  - 양자 : 이은수(李恩秀, 1917년 ~ 1988년)
  - 양며느리 : 안연옥
    - 양손자 : 이양익
    - 양손녀 : 이영자
    - 양손녀 : 이한라
    - 양손녀 : 이명신

  - 양자 : 이철호(1915년~?)

## 여담
- 원래 그녀의 이름은 박승선이 아니였다고 한다. 그녀의 이름이 박승선이 된 이유는 남편을 너무 사랑해서 남편의 승(承) 자를 붙인 것이라고 한다. 원래 이름은 박흥진이었다고 한다.
- 그녀의 아버지는 박춘겸으로 1904년 딸, 사위, 외손자와 함께 미국으로 건너간 바 있다.
- 그녀의 어머니는 궁녀로 1882년 사망했다. 양자 이은수에 의하면 임오군란 당시 난병에게 살해됐다 한다.
- 이은수 외에도 양자 이철호를 들였다.